# Tamandua mexicana
Espèce
Statut de conservation UICN

 LC  : Préoccupation mineure
Statut CITES
Répartition géographique
Le Tamandua du Mexique (Tamandua mexicana) est une espèce de mammifères de la famille des Myrmecophagidae. Ce fourmilier vit dans les forêts tropicales et subtropicales depuis le sud du Mexique, en passant par l'Amérique centrale, jusqu'en limite du nord des Andes.

## Description
Le Tamandua mexicana mesure entre 47 et 77 cm, son poids varie de 2 à 7 kg, tandis que sa queue mesure entre 40 et 67 cm.
C'est un tamanoir de taille moyenne avec une queue préhensile, des petits yeux et oreilles et un long museau. La fourrure est jaune pâle sur la plus grande partie du corps, avec une fourrure noire sur les flancs, le dos et les épaules, qui ressemble quelque peu par sa forme à une veste. Cette coloration permet de le distinguer du Fourmilier à collier qui a une couleur plus uniforme. La queue possède des poils sur sa face supérieure sur environ un tiers de sa longueur, mais est glabre par ailleurs. Les pieds ont cinq orteils, tandis que les pattes de devant n'ont que quatre doigts.

## Distribution, habitat
Tamandua mexicana se rencontre dans les pays suivants : Belize, Colombie, Costa Rica, Équateur, Guatemala, Honduras, Mexique, Nicaragua, Panama, Pérou, Salvador, Venezuela.
Son habitat naturel est la forêt tropicale ou subtropicale et la savane.

## Sous-espèces
Quatre sous-espèces sont reconnues par l'ITIS :
- Tamandua mexicana instabilis J. A. Allen, 1904 ;
- Tamandua mexicana mexicana, (Saussure, 1860) ;
- Tamandua mexicana opistholeuca, Gray, 1873 ;
- Tamandua mexicana punensis, J. A. Allen, 1916.